# Roncherolles-en-Bray
 Roncherolles-en-Bray  es una población y comuna francesa, en la región de Alta Normandía, departamento de Sena Marítimo, en el distrito de Dieppe y cantón de Forges-les-Eaux.

## Demografía
| 473 | 437 | 426 | 390 | 414 | 430 |
| Para los censos de 1962 a 1999 la población legal corresponde a la población sin duplicidades (Fuente: INSEE [Consultar]) |     |     |     |     |     |